# Державна служба України з питань Автономної Республіки Крим та міста Севастополя
Державна служба України з питань Автономної Республіки Крим та міста Севастополя — колишній центральний орган виконавчої влади України, діяльність якого спрямовував і координував безпосередньо Кабінет Міністрів України.
Законом України «Про забезпечення прав і свобод громадян та правовий режим на тимчасово окупованій території України» від 15 квітня 2014 року було рекомендовано Кабінету Міністрів України утворити спеціальний центральний орган виконавчої влади з питань тимчасово окупованої території України (п. 5 розд. II).
Орган утворено 17 липня 2014 року з назвою Державна служба України з питань Автономної Республіки Крим, міста Севастополя та тимчасово переміщених осіб. Перейменовано 22 жовтня 2014 року.
20 квітня 2016 року Службу об'єднали з Державним агентством з питань відновлення Донбасу, утворивши Міністерство з питань тимчасово окупованих територій та внутрішньо переміщених осіб.

## Статус
Положення про Службу прийняте тільки 24 вересня 2015 року. Згідно з ним: Державна служба України з питань Автономної Республіки Крим та міста Севастополя є центральним органом виконавчої влади, діяльність якого спрямовується і координується Кабінетом Міністрів України та який забезпечує формування і реалізує державну політику з питань, пов'язаних з Автономною Республікою Крим та м. Севастополем.
Основними завданнями Служби є:
1. забезпечення формування і реалізація державної політики з питань, пов'язаних з Автономною Республікою Крим та м. Севастополем, зокрема щодо:
  1. захисту прав і свобод громадян України, які проживають на тимчасово окупованій території України;
  2. захисту прав і свобод осіб, які порушені внаслідок тимчасової окупації частини території України;
  3. захисту державних активів;
2. створення умов для вільного розвитку кримськотатарської мови, мов інших корінних народів та національних меншин, що проживають на тимчасово окупованій території України;
3. сприяння задоволенню національно-культурних, освітніх потреб, розвитку етнічної самобутності корінних народів та національних меншин, що проживають на тимчасово окупованій території України.

Службу очолює Голова, який призначається на посаду і звільняється з посади Кабінетом Міністрів України за поданням Прем'єр-міністра України.
Служба є юридичною особою публічного права.
Гранична штатна чисельність Служби — 35 державних службовців.

## Голови Служби
| № | ПІБ                          | Початок повноважень | Закінчення повноважень |
| - | ---------------------------- | ------------------- | ---------------------- |
| 1 | Омєр Киримли Аслан Енверович | 14 травня 2015      | 19 серпня 2015         |
| 2 | Устаєв Наріман Февзійович    | 20 серпня 2015      | 20 квітня 2016         |